# Slobodan Kovač
Slobodan Kovač (Veliko Gradište, 13 de septiembre de 1967) es un jugador profesional de voleibol y entrenador serbio. Desde el 13 de octubre de 2020, es el entrenador del equipo italiano Top Volley Cisterna.

## Carrera del jugador

### Palmarés

#### Clubes
Campeonato de Yugoslavia:
- 1989

Copa de Serbia y Montenegro:
- 1992

Campeonato de Serbia y Montenegro:
- 1992

Campeonato de Grecia:
- 1994

Copa CEV:
- 1998

Campeonato de Irán:
- 2005
- 2006

Campeonato de Serbia:
- 2007

#### Selección nacional
Juegos Mediterráneos:
- 1991

Campeonato Europeo:
- 1997
- 1995

Juegos Olímpicos:
- 2000
- 1996

## Carrera de entrenador
- 2008-2010  OK Radnički Kragujevac
- 2010-2014  Sir Safety Perugia
- 2014-2015  Selección de Irán
- 2015-2016  Sir Safety Perugia
- 2016-2018  Halkbank Ankara
- 2017-2018  Selección de Eslovenia
- 2018-2019  Belogori'e Bélgorod
- 2019-  Selección de Serbia[2]
- 01.12.2019-2020  Jastrzębski Węgiel
- 13.10.2020-  Top Volley Cisterna

### Palmarés

#### Clubes
Campeonato de Serbia:
- 2009, 2010

Campeonato de Italia:
- 2014, 2016

Campeonato de Turco:
- 2017, 2018

Copa de Turco:
- 2018

Challenge Cup:
- 2019

#### Selección nacional
Selección de Irán
Juegos Asiáticos:
- 2014

Selección de Serbia
Campeonato Europeo:
- 2019